# 姫島村リンチ殺人事件
姫島村リンチ殺人事件（ひめじまむらリンチさつじんじけん、「姫島村リンチ事件」とも）とは、1962年（昭和37年）に大分県の国東半島沖にある姫島で発生した殺人事件である。

## 事件の概要
1962年3月30日、東国東郡姫島村の青年団員7人が警察署に兄弟2人を殺害したと出頭した。殺された兄弟のA（当時27歳）とB（当時23歳）は6年前に帰島し、映画館やパチンコ店などを経営していたが、以前住んでいた別府市にいる暴力団関係者との関係がある上、些細なことから因縁をつけて暴行するなどヤクザまがいの犯罪行為をしていた。被害者は島民100人以上にもおよび、被害届けを警察や役場に出したが、兄弟の親戚に村議会の議長と議員が居たことから握りつぶされていた。そのうえ、告訴しようとした島民を逆にお礼参りしたうえ、自身の背後に暴力団がいる事を誇示し脅迫するなど島民の誰も兄弟にはむかう者はいなかった。
そうした状況の中、1962年3月上旬に村の青年団が少女歌劇公演を無料で開催したところ、映画館の客が減少した兄弟が逆恨みし脅迫した。そのため青年団はここにいたら仕返しされると恐れ、公民館に避難し集団宿泊していた。しかし3月29日の朝に兄弟が公民館に殴り込みをし、青年団員9人が負傷した。これに激怒した青年団員30数人は兄弟を懲らしめてやろうと決起し、3月30日午前2時ごろに姫島幼稚園前の公園に呼び出し、棍棒などで集団暴行した。その後兄弟は姫島診療所に運ばれたが、死亡した。

## その後の経過
事件に参加した39人のうち15人が傷害致死罪などで起訴された。大分地方裁判所で行われた裁判では首謀者（当時36歳）を懲役2年の実刑としたが、ほかの者は執行猶予が付く軽い刑罰が言い渡された。判決によれば暴行は懲罰目的であり最初から兄弟の殺害を意図していなかったこと、多数が参加したことからコントロール不能に陥ったこと、そして事件責任の一端は被害者側にもあることを軽い刑罰にした理由としていたという。
なお、この事件を基にして、1964年に『目撃者』が放送された。